# Централноамериканска коралова змия
Централноамериканските коралови змии (Micrurus nigrocinctus) са вид влечуги от семейство Аспидови (Elapidae).
Разпространени са в по-голямата част на Централна Америка.
Таксонът е описан за пръв път от френския зоолог Шарл Фредерик Жирар през 1854 година.

## Подвидове
- Micrurus nigrocinctus babaspul
- Micrurus nigrocinctus coibensis
- Micrurus nigrocinctus nigrocinctus
- Micrurus nigrocinctus ovandoensis
- Micrurus nigrocinctus wagneri
- Micrurus nigrocinctus yatesi
- Micrurus nigrocinctus zunilensis